# Rezerwat przyrody Jeziorsko
Rezerwat przyrody Jeziorsko – faunistyczny rezerwat przyrody w gminie Pęczniew (powiat poddębicki) i gminie Warta (powiat sieradzki), w województwie łódzkim.

Mapa rezerwatu, granice oznaczone zieloną linią
(stan na 11 listopada 2016)

Utworzony Rozporządzeniem Ministra Ochrony Środowiska, Zasobów Naturalnych i Leśnictwa z dnia 23 grudnia 1998, zajmował powierzchnię 2350,6 ha. Po zmianie granic rezerwatu przez Regionalnego Dyrektora Ochrony Środowiska w Łodzi, dokonanej w listopadzie 2017, zajmuje on powierzchnię 1967,65 ha. Jest to największy rezerwat na terenie województwa łódzkiego.
Rezerwat obejmuje południową część zbiornika zaporowego Jeziorsko na rzece Warcie, aż do linii łączącej miejscowość Jeziorsko z miejscowością Brodnia, znajdującą się na terenie gminy Pęczniew oraz miasta i gminy Warta. Zadaniem rezerwatu jest ochrona płytkiej, cofkowej części zbiornika Jeziorsko wraz z ostojami wielu ptaków wodnych i wodno-błotnych. Gnieżdżą się tu ginące gatunki ptaków, często w bardzo dużej liczbie. Ptaki obierają miejsca lęgowe, odpoczywają, żerują w okresie przelotów, bądź przebywają tu cały rok. Można spotkać tu m.in. bociana czarnego, gęś gęgawę, mewę małą, mewę srebrzystą, mewę pospolitą, bataliona i podróżniczka, a także kaczki (krzyżówka, płaskonos, czernica, głowienka) i perkozy (dwuczuby, rdzawoszyi). Znajduje się tu także najważniejsze w skali kraju stanowisko lęgowe czapli białej.
Rezerwat w całości leży na terenie obszaru specjalnej ochrony ptaków sieci Natura 2000 „Zbiornik Jeziorsko” PLB100002. 